# U-17サッカー朝鮮民主主義人民共和国代表
U-17サッカー朝鮮民主主義人民共和国代表は、朝鮮民主主義人民共和国サッカー協会によって編成される朝鮮民主主義人民共和国のサッカーの17歳以下のナショナルチームである。17歳以下の選手を対象とするFIFA U-17ワールドカップに出場するためのチームである。そのため、FIFA U-17ワールドカップ前年のAFC U-16選手権にはU-16サッカー朝鮮民主主義人民共和国代表と呼称が変わる。

## FIFA U-17ワールドカップ成績
- 1985 - 不参加[1]
- 1987 - アジア予選敗退[1]
- 1989 - アジア予選敗退[1]
- 1991 - アジア予選敗退
- 1993 - アジア予選敗退
- 1995 - アジア予選敗退
- 1997 - アジア予選敗退
- 1999 - アジア予選敗退
- 2001 - アジア予選敗退
- 2003 - アジア予選敗退
- 2005 - ベスト8
- 2007 - ベスト16
- 2009 - アジア予選敗退
- 2011 - グループリーグ敗退
- 2013 - アジア予選敗退
- 2015 - ベスト16
- 2017 - グループリーグ敗退
- 2019 - アジア予選敗退
- 2023 - アジア予選敗退

## AFC U17アジアカップの成績
- 1985 - 不参加[2]
- 1986 - 4位[2]
- 1988 - グループリーグ敗退[2]
- 1990 - 予選敗退[2]
- 1992 - 4位不参加[2]
- 1994 - 予選敗退[2]
- 1996 - 予選敗退[2]
- 1998 - 4位[2]
- 2000 - 予選敗退[2]
- 2002 - 予選敗退[2]
- 2004 - 2位[2]
- 2006 - 2位[2]
- 2008 - 予選敗退
- 2010 - 優勝
- 2012 - グループリーグ敗退
- 2014 - 優勝
- 2016 - ベスト4
- 2018 - ベスト8
- 2023 - 不参加
- 2025 - ベスト4